# Регионална лига у рагбију 2008/09.
Регионална лига у рагбију 2008/09. (службени назив: 2008–09 Regional Rugby Championship) је било 2. издање Регионалне лиге у рагбију. Учествовало је 13 рагби клубова из Бугарске, Мађарске, Хрватске, Босне и Херцеговине, Србије и Словеније. Такмичење је освојила Нада из Сплита која је у двомечу у финалу победила српског шампиона Победник.

## Учесници
- Рагби клуб Нада Сплит  Хрватска
- Рагби клуб Загреб  Хрватска
- Рагби клуб Победник  Србија
- Рагби клуб Партизан  Србија
- Краљевски Београдски Рагби Клуб  Србија
- Естергом Витежек  Мађарска
- Батаји булдог  Мађарска
- Кечкемет  Мађарска
- Рагби клуб Љубљана  Словенија
- Рагби клуб Бежиград  Словенија
- Рагби клуб Олимпија  Словенија
- Рагби клуб Челик  Босна и Херцеговина
- Рагби клуб Валиасит Перник  Бугарска

### Квалификациона рунда
Бежиград - Олимпија 47-17

### Прва фаза такмичења
КБРК - Кечкемет 17-8
Кечкемет - КБРК 17-31
Валиасит - Партизан 8-0
Партизан - Валиасит 18-25
Бежиград - Загреб 10-15
Загреб - Бежиград 22-8
Батаји - Челик 19-19
Челик - Батаји 34-10

### Друга фаза такмичења
Нада - КБРК 32-3
КБРК - Нада 3-25
Валиасит - Љубљана 22-18
Љубљана - Валиасит 28-0
Загреб - Победник 15-21
Победник - Загреб 18-12
Челик - Витежек 31-24
Витежек - Челик 39-13

### Трећа фаза такмичења
Љубљана - Нада 13-14
Нада - Љубљана 30-14
Победник - Естергом 28-7
Естергом - Победник 32-34
КБРК - Валиасит 17-5
Валиасит - КБРК 22-10
Челик - Загреб 23-22
Загреб - Челик 15-16
Партизан - Кечкемет 42-12
Кечкемет - Партизан 7-13
Бежиград - Батаји 0-7
Батаји - Бежиград 20-0

### Завршница такмичења
Меч за девето место
Партизан - Батаји 20-0
Меч за седмо место
КБРК - Загреб 14-36
Меч за пето место
Челик - Валиасит 26-12
Меч за треће место
Љубљана - Естергом 8-33
Финале
Нада - Победник 45-17
Победник - Нада 11-15
| Победник Регионалне лиге у рагбију 2008/2009. |
| --------------------------------------------- |
| Нада Сплит 2. титула                          |